# Редько, Всеволод Петрович
Всеволод Петрович Редько (бел. Усевалад Пятровіч Радзько, 24 января 1937, Шклов — 1 декабря 2021) — советский и белорусский физик, член-корреспондент Национальной академии наук Беларуси (1996), доктор физико-математических наук (1985), профессор (1990).

## Биография
Редько родился в Шклове (Могилёвская область). В 1962 окончил физический факультет Томского университета, там же начал свою научную деятельность, а в 1971 защитил кандидатскую диссертацию. В 1972 Редько переехал в Могилёвское отделение Института физики АН БССР, через год стал его учёным секретарем, с 1976 — заведующим лабораторией, с 1987 — заместителем директора, в 1992—2002 был директором. Одновременно читал лекции в Гомельском университете, Могилёвском машиностроительном институте. С 2002 работал в Институте прикладной оптики НАН Беларуси, с 2005 — профессор Белорусско-Российского университета.
Под руководством Редько защищены 6 кандидатских и 2 докторские диссертации.
Скончался В. П. Редько 1 декабря 2021 года.

## Научная деятельность
Работы Редько посвящены физике полупроводников, интегральной оптике. В кандидатской диссертации он исследовал воздействие высокоэнергетических протонов на оптические свойства полупроводников. С начала 1970-х Редько активно занимался экспериментальными исследованиями в области интегральной оптики. В частности, были предложены новые методы получения волноводов путём эффузии, электродиффузии, электролиза, облучения ионами; разработан новый вид плоских волноводов, названных гомогенными; создан ряд интегрально-оптических устройств (акустооптический конвольвер, одноразрядный двоичный сумматор, оптоэлектронный дешифратор); развиты методы формирования композиционных сред и суперструктур на основе полимерных и полупроводниковых материалов, исследованы их зонные структуры.

## Награды
- Государственная премия БССР (1984)

## Работы
Редько является автором 26 изобретений и более 140 научных работ, в том числе:
- А. М. Гончаренко, В. П. Редько. Введение в интегральную оптику. — Минск: Наука и техника, 1975.
- А. В. Хомченко, Е. В. Глазунов, И. У. Примак, В. П. Редько, А. Б. Сотский. Интегрально-оптический полупроводниковый датчик на основе призменного устройства связи. // Письма в ЖТФ, Т. 25, № 24 (1999).